# Sil-Isztar
Sil-Isztar, Sil-Issar (akad. Ṣil-Ištar lub Ṣil-Issar, w transliteracji z pisma klinowego zapisywane mGIŠ.MI-d15 i mṢil-d15; tłum. „Cieniem/ochroną jest  Isztar”) – wysoki dostojnik, gubernator prowincji Arbela za rządów Adad-nirari III (810-783 p.n.e.); z asyryjskich list i kronik eponimów wiadomo, iż w 787 r. p.n.e. sprawował on urząd limmu (eponima). Zgodnie z Asyryjską kroniką eponimów za jego eponimatu miała miejsce wyprawa wojenna do Medii, a w Niniwie posąg boga Nabu wprowadzony został do nowo wybudowanej świątyni.